# Павлов, Николай Владимирович (волейболист)
Николай Владимирович Павлов (укр. Микола Володимирович Павлов; 22 мая 1982, Полтава) — украинский и российский волейболист, диагональный нападающий, мастер спорта России международного класса.

## Биография
Николай Павлов начинал заниматься волейболом в Полтаве у тренеров Владислава Агасьянца и Татьяны Бужинской. В 1999 году выступал за юниорскую сборную Украины, занявшую 5-е места на чемпионате Европы в Польше и чемпионате мира в Саудовской Аравии. До 2005 года играл в харьковской «Юракадемии», став двукратным обладателем Кубка Украины и двукратным вице-чемпионом страны. В Харькове окончил Национальную юридическую академию Украины имени Ярослава Мудрого.
В 2005 году в составе национальной сборной Украины играл на финальном турнире чемпионата Европы. В том же году продолжил клубную карьеру в России, став игроком московского «Луча». По окончании сезона-2005/06 «Луч» был расформирован, и Павлов вместе с группой игроков столичной команды и её тренером Павлом Борщом перешёл в новосибирский «Локомотив». В сезоне-2006/07 «Локомотив», проводивший первый сезон в Суперлиге после возвращения из высшей лиги «А», занял 10-е место. 29 апреля 2007 года в Новосибирске во встрече турнира за 9—12-е места против «Нефтяника Башкортостана» Павлов набрал 39 очков, установив рекорд чемпионата по результативности за матч.
Летом 2007 года Павлов принял российское гражданство и до 2011 года продолжал оставаться одним из лидеров «Локомотива». В чемпионатах страны 2007—2010 годов он входил в тройку лучших по результативности за сезон, а в 2011-м стал лучшим подающим. В декабре 2010 года выиграл Кубок России и титул самого ценного игрока «Финала четырёх» в Новосибирске.
В 2011 году вошёл в заявку сборной России на Мировую лигу, 20 мая в Миличе сыграл в товарищеском матче со сборной Польши, вместе с командой готовился к турниру Мировой лиги, однако при невозможности включать в заявку на матчи двух натурализованных игроков и травме связующего Сергея Макарова главный тренер сборной России Владимир Алекно доверил место в составе Александру Бутько, в прошлом являвшемуся связующим сборной Беларуси.
В сезоне-2011/12 Павлов выступал за московское «Динамо» и стал обладателем Кубка Европейской конфедерации волейбола, в финале которого москвичи одержали победы над польской «Ресовией» в двух пятисетовых матчах. Во второй игре Павлов набрал 30 очков и по её окончании был награждён призом MVP финала. Вместе с «Динамо» он также завоевал серебряную медаль российского чемпионата. В мае 2012 года подписал контракт с «Губернией». В сезоне-2012/13 нижегородская команда заняла 4-е место в первенстве Суперлиги, Павлов стал вторым по результативности игроком турнира и получил вызов в сборную страны от её нового тренера Андрея Воронкова.
7 июня 2013 года в Калининграде Павлов провёл первый официальный матч за национальную команду России, обыгравшую в рамках Мировой лиги сборную Ирана со счётом 3:0. Он выходил в стартовом составе во всех матчах Мировой лиги, набирал в среднем более 20 очков за игру, а в победном финальном матче с бразильцами заработал 22 очка и вместе с золотой медалью был награждён призом самому ценному игроку турнира. В том же сезоне в составе сборной России выиграл чемпионат Европы и серебро на Большом чемпионском Кубке.
В марте 2014 года Павлов во второй раз в карьере играл в решающих матчах Кубка Европейской конфедерации волейбола, но повторить успех двухлетней давности не удалось. 35 очков, набранных им за четыре партии и золотой сет в ответном финальном матче против французского «Пари Волей», не спасли «Губернию» от поражения. В том же сезоне Павлов стал самым результативным игроком чемпионата России (528 очков в 28 матчах) и завоевал приз Андрея Кузнецова.
В сезоне-2014/15 Павлов из-за череды травм, полученных на чемпионате мира в Польше и в матчах за клуб на Кубке и чемпионате России, играл за «Губернию» нерегулярно и в 2015 году не выступал за сборную. В августе 2015 года перешёл из «Губернии» в итальянскую «Латину». После сезона в Италии вернулся в Россию и пять лет спустя вновь стал игроком новосибирского «Локомотива».
С января 2020 года выступал за словацкую «Прьевидзу». В её составе завоевал Кубок страны и провёл 6 матчей в рамках национального чемпионата, который был остановлен после первого раунда плей-офф без определения победителя в связи с распространением коронавирусной инфекции COVID-19.
В июле 2020 года объявил о завершении игровой карьеры и перешёл на работу в должности спортивного директора новосибирского «Локомотива».

## Достижения

### Со сборной России
- Победитель Мировой лиги (2013).
- Чемпион Европы (2013).
- Серебряный призёр Всемирного Кубка чемпионов (2013).

### В клубной карьере
- Серебряный (2002/03, 2003/04) и бронзовый (2000/01, 2001/02) призёр чемпионатов Украины.
- Обладатель Кубка Украины (1998, 2003).
- Серебряный (2011/12) и бронзовый (2016/17) призёр чемпионатов России.
- Обладатель Кубка России (2010), финалист Кубка России (2009, 2016).
- Обладатель Кубка Словакии (2019/20).
- Обладатель Кубка Европейской конфедерации волейбола (2011/12), финалист Кубка CEV (2013/14).

### Индивидуальные
- Самый ценный игрок (MVP) финала Кубка Европейской конфедерации волейбола (2012).
- Лучший диагональный чемпионата Украины (2002/03)[14].
- MVP и лучший нападающий «Финала четырёх» Кубка России (2010).
- Лучший подающий «Финала восьми» Кубка России (2009).
- Участник Матчей звёзд России (2011, 2013, февраль 2014).
- MVP финала Кубка Словакии (2020).
- MVP «Финала шести» Мировой лиги (2013).
- Обладатель Приза Андрея Кузнецова (2013/14).